# 3776-os busz
A 3776-os jelzésű autóbuszvonal Miskolc, Sajókeresztúr, Sajóecseg, Borsodszirák, Edelény és Balajt között húzódó regionális vonal, amelyet a MÁV Személyszállítási Zrt. üzemeltet.

## Útvonala
A miskolci autóbusz-állomásról, a Búza térről indul. Útját a 26-os főúton kezdi el, annak négysávos szakaszán, északi irányban, a Szentpéteri kapun keresztül. Többek között erre található a miskolci húszemeletes, a megye központi kórháza, valamint az útból ágazik ki az egykori miskolci repülőtér felé vezető szakasz is, egy bevásárlóközponti csomópontban. A megyeszékhelyet a Miskolc–Bánréve–Ózd-vasútvonal és a Miskolc–Tornanádaska-vasútvonal közös vonalszakaszával párhuzamosan hagyja el.
Miskolcról északnyugati irányban távolodik el, valamint négy kisebb elágazás mentén. Ezek sorjában a szirmabesenyői, a már évek óta nem üzemelő Borsodi Ércelőkészítő Műi, a sajókeresztúri, és a sajóbábonyi elágazások. A 6 kilométer alatt az összes Szirmabesenyő, Sajókeresztúr, Sajóvámos, Sajóbábony és Sajószentpéter irányába tartó buszjárattól elválik. A legnagyobb csomópontból Sajóecseg irányába kanyarodik, állomásán keresztül hajt be belterületére, a Petőfi úton közlekedik, a falunak egy mindenkori jelzőlámpás Sajó-híd vet véget, tőle alig pár méterre a 94-es vasútvonal fut. Utána sík területen éri el Boldvát, felkeresi a faluházát, templomját, vasútállomását, ezzel egyidejűleg az Ördög-patak apadási pontját is. Tovább a kanyargós 2617-es mellékúton az egykori Ziliz vasúti megállóhelytől kettéválik a 3776-os buszok jellemző járatainak útja.
Járatainak nem kis része a Cserehát dimbes-dombos közegét mutatja meg itt, a 26 137-es mellékúton három zsákfaluba hajt, melyek sorba Ziliz, Nyomár és Hangács. A Ziliz- és a Hangács-patak menti falvak legnagyobbikát is alig hatszázan lakják, nagy forgalomnak nem örvendnek, hiszen nem szolgál fő útvonalként, Hangács és Damak közé is alig két évtizede építettek aszfaltot, azonban legfőképpen mezőgazdasági tevékenységek zajlanak rajta. Jellemzően nem kitérnek ide a buszok, hanem Hangácsban végállomásoznak, ritka, hogy a falvak kitérés által legyenek érintettek.
A zilizi elágazástól tovább Borsodszirák fekszik, amit dél-északi irányban keresztez, ez a falu előzi meg a környéki járás központját, Edelényt. Előtte útjában van az egykoron még önálló Finke település, itt feltűnnek a város kertesházai is, melyből nem kevés található meg szerte a pontjain. A Miklós Gyula úton érkezik be a centrumba, ahol több bevásárlóközpont mellett található hétperonos buszállomása is.
Ezek mellett napközben egy-két alkalommal járat indul a közeli Balajtra – melyet Edelénynek Borsod településrészén, majd a Ládbesenyő felé vezető úton keres fel, legvégső állomása a vonalnak itt található.

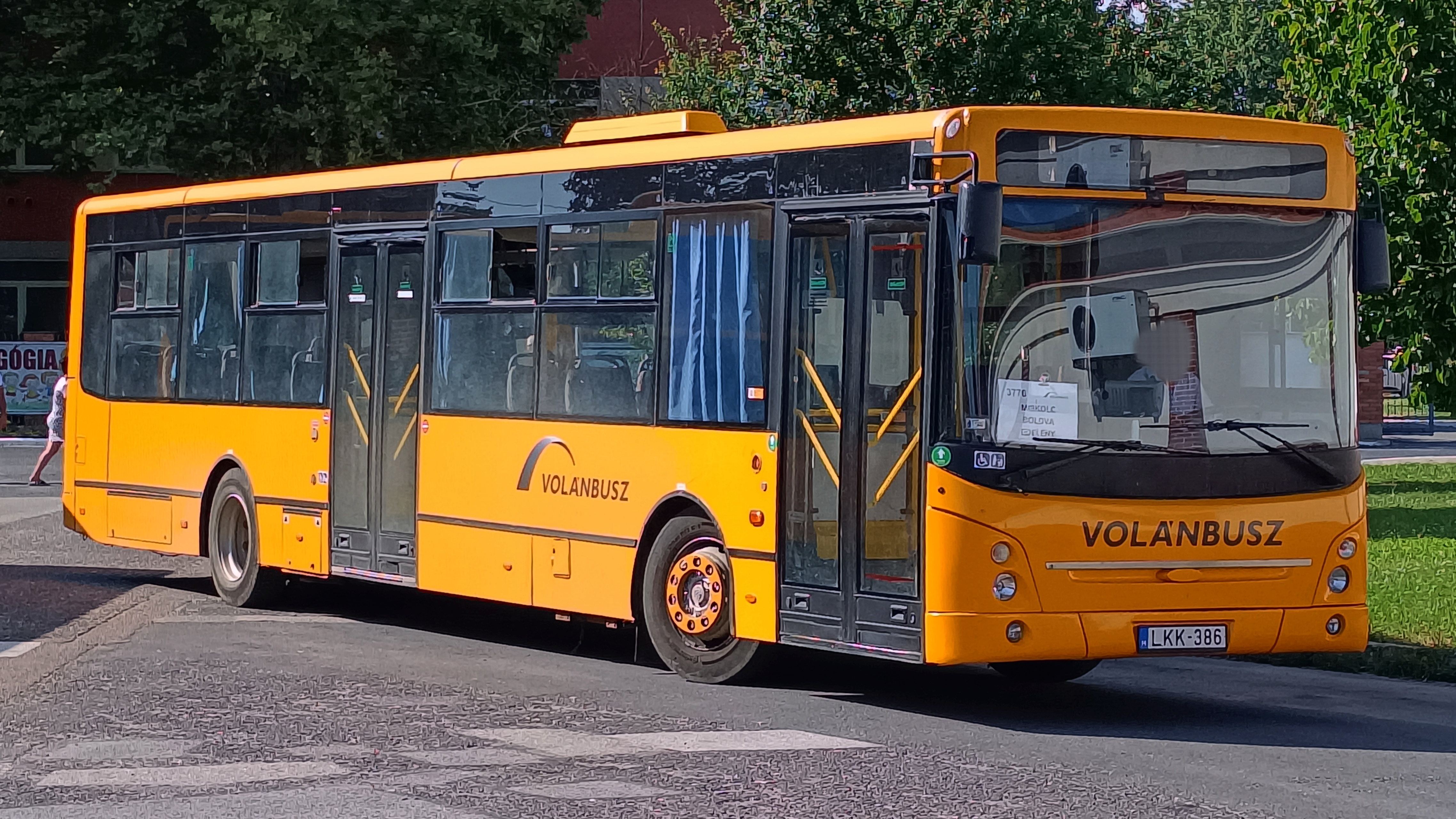
Nem ismeretlen az ARC erre sem

Ellentétes irányban egy iskolai busz Sajókeresztúrra is betér.

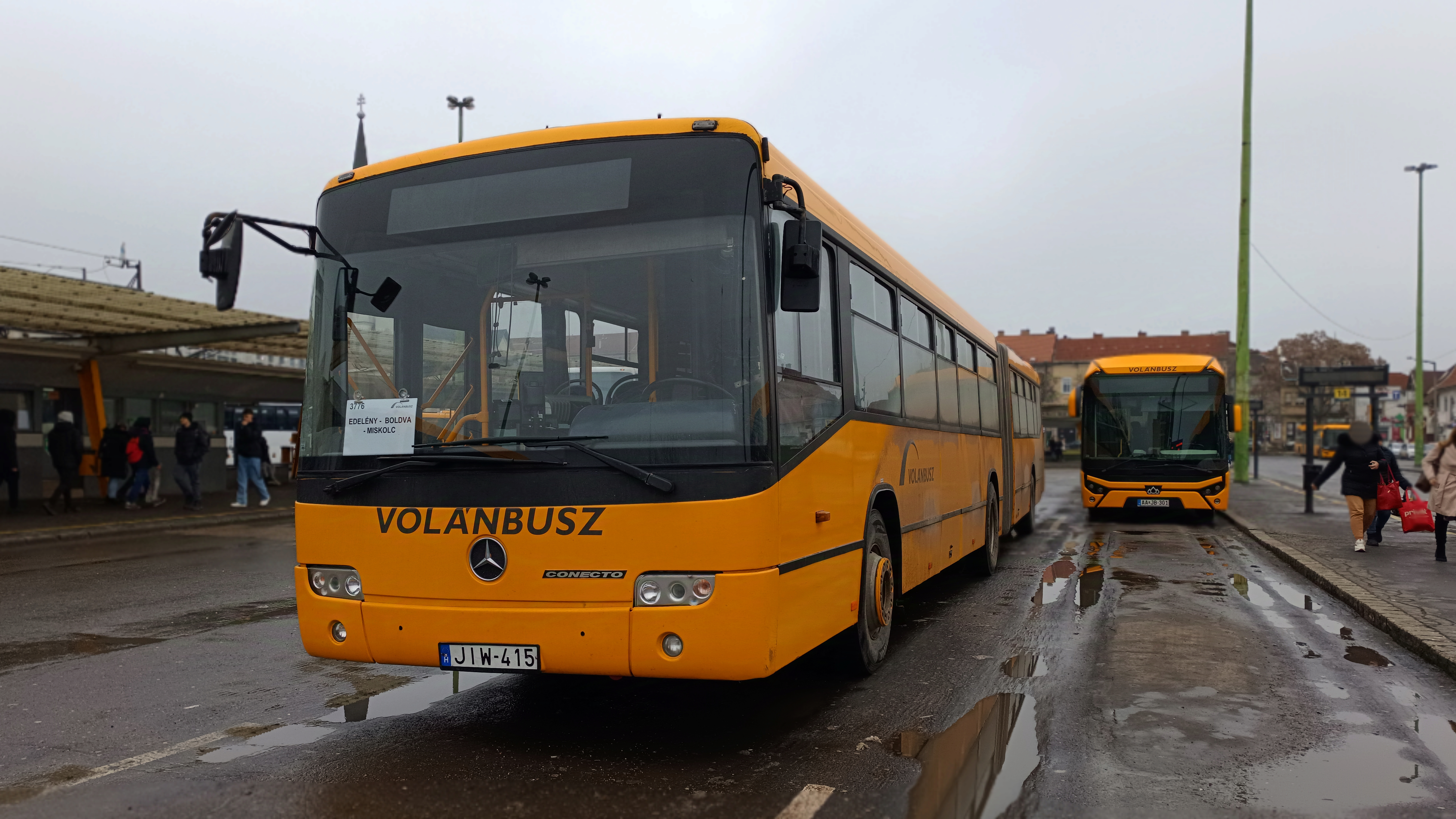
Ha a háttérben levő nincs, a Merci viszi embereit

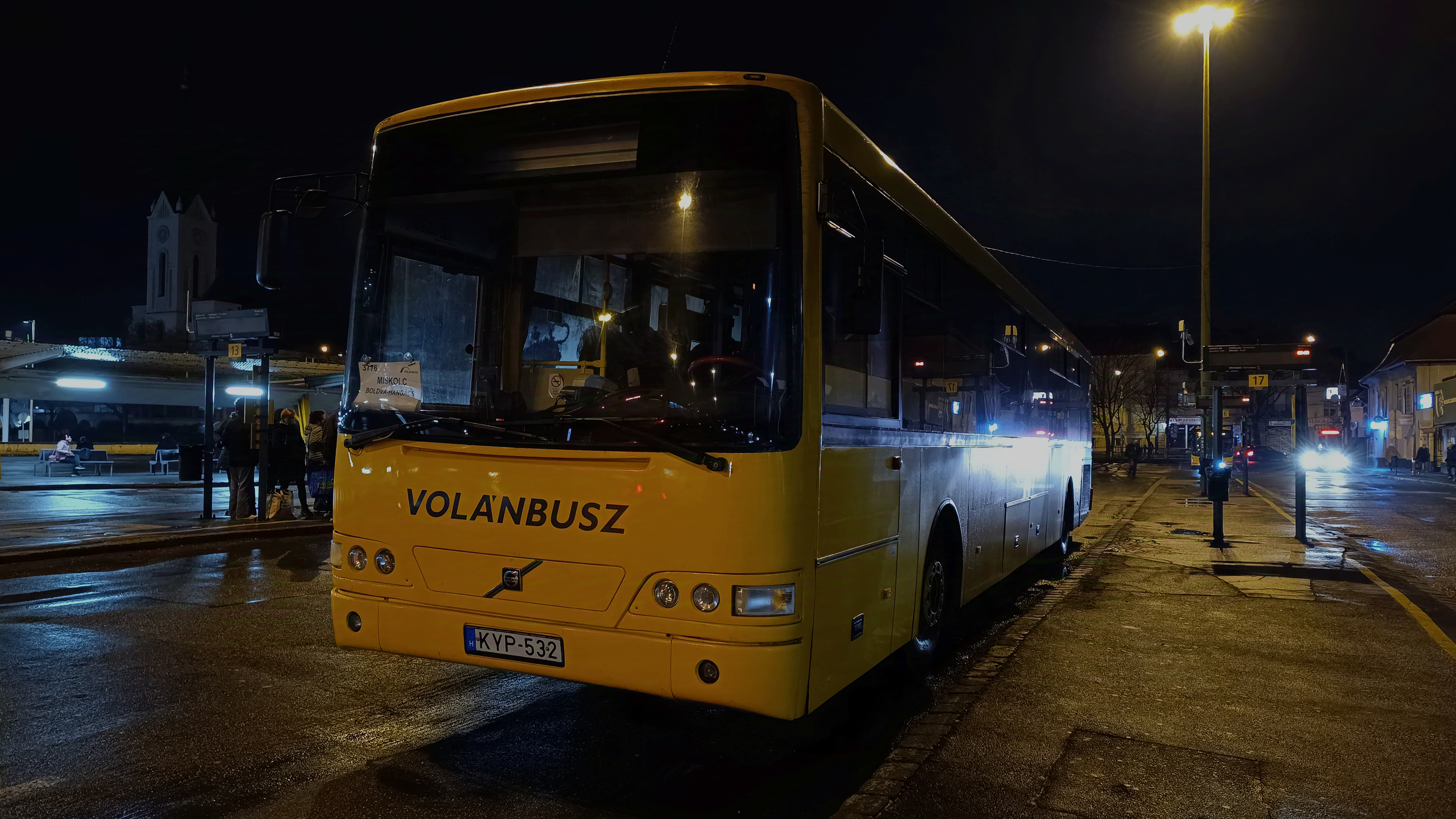
Kiemelten gyakoriak a Volvo Alfa Regio buszok, legfőképpen a hangácsi járatokon

## Közlekedése
Indításai minden nap történnek, gyakori jelleggel. Miskolc és Edelény között a legfőbb kapcsolatot adja az összeköttetésüket illetően, hiszen Boldva érintésével közlekedik a legtöbb autóbusz a kettő nagyváros között.

### Edelény kapcsolata
- Miskolc–Sajószentpéter–Edelény útvonalon autóbusszal 7 vonallal (3704, 3707, 3708, 3709, 3711, 3774, 3775),
- Miskolc–Boldva–Edelény útvonalon autóbusszal 2 másik vonallal (3703, 3772),
- Miskolc–Sajóecseg–Boldva–Edelény útvonalon vasúttal (Miskolc–Tornanádaska-vasútvonal) biztosított.

### Törzsjárművei
Miskolc és Edelény között egyaránt fellelhető szóló és csuklós autóbusz is, legtöbbször Alfa Regio, Mercedes-Benz Intouro és Credo Econell 18 Next járművek, de ARC busztól kezdve Volvo is megfordul néhány járat erejéig. Némely kocsi távolsági fordájában található egy járatpár Edelénybe és vissza.
- a KMB-037 rendszámú Volvo Alfa Regio,
- a KMB-038 rendszámú Volvo Alfa Regio,
- a KYP-532 rendszámú Volvo Alfa Regio,
- az LMP-203 rendszámú Ikarus E127,
- az LMP-208 rendszámú Ikarus E127,
- az LVJ-225 rendszámú Ikarus E134,
- az LVJ-226 rendszámú Ikarus E134,
- az LWA-389 rendszámú Ikarus E134,
- az MLG-014 rendszámú Scania Touring,
- az NRL-924 rendszámú Mercedes-Benz Intouro,
- az NRL-925 rendszámú Mercedes-Benz Intouro,
- az NRL-927 rendszámú Mercedes-Benz Intouro,
- az NTL-986 rendszámú Mercedes-Benz Intouro,
- az NWX-325 rendszámú Volvo 8700,
- a PIG-500 rendszámú Credo Econell 12,
- az SEW-722 rendszámú Volvo 8900,
- az SSM-645 rendszámú Credo Econell 12,
- az SSM-646 rendszámú Credo Econell 12,
- az SSM-647 rendszámú Credo Econell 12,
- az AAJB-305 rendszámú Credo Econell 18 Next,
- az AAJB-307 rendszámú Credo Econell 18 Next,
- az AAJB-312 rendszámú Credo Econell 18 Next,
- az AAJB-316 rendszámú Credo Econell 18 Next,
- az AAJB-317 rendszámú Credo Econell 18 Next,
- az AAJB-320 rendszámú Credo Econell 18 Next,
- az AAJB-571 rendszámú Credo Econell 12,
- az AALC-814 rendszámú Volvo 8900,
- az AALC-816 rendszámú Volvo 8900 autóbuszok.

| Viszonylat                                        | Indításszám       | Közlekedési rend          |
| ------------------------------------------------- | ----------------- | ------------------------- |
| Miskolc, aut. áll. – Boldva, kh.                  | 2 pár             | tanítási napokon          |
| Miskolc, aut. áll. – Hangács, tűzoltószertár      | 6 pár             | tanítási napokon          |
| Miskolc, aut. áll. – Hangács, tűzoltószertár      | 4 oda, 5 vissza   | tanszünetben munkanapokon |
| Miskolc, aut. áll. – Hangács, tűzoltószertár      | 1 pár             | hétvégén                  |
| Miskolc, aut. áll. – Edelény, aut. áll.           | 16 oda, 10 vissza | tanítási napokon          |
| Miskolc, aut. áll. – Edelény, aut. áll.           | 13 oda, 10 vissza | tanszünetben munkanapokon |
| Miskolc, aut. áll. – Edelény, aut. áll.           | 9 pár             | szabadnapokon             |
| Miskolc, aut. áll. – Edelény, aut. áll.           | 8 oda, 9 vissza   | munkaszüneti napokon      |
| Miskolc, aut. áll. – Balajt, aut. vt.             | 1 oda, 2 vissza   | munkanapokon              |
| Miskolc, aut. áll. – Balajt, aut. vt.             | 1 oda             | szabadnapokon             |
| Hangács, tűzoltószertár ➝ Borsodszirák, kultúrház | 1 oda             | tanítási napokon          |
| Hangács, tűzoltószertár – Edelény, aut. áll.      | 1 pár             | munkanapokon              |
| Balajt, aut. vt. ➝ Edelény, aut. áll.             | 1 oda             | szabadnapokon             |
| Borsodszirák, kultúrház ➝ Boldva, kh.             | 1 oda             | tanítási napokon          |
| Boldva, kh. ➝ Sajókeresztúr, ltp.                 | 1 oda             | tanítási napokon          |

## Megállóhelyei
| 0 | Miskolc, autóbusz-állomás végállomás            | 0.0 km  | 1, 1G, 3, 3A, 4, 7, 11, 12G, 20, 20A, 24, 28, 32, 34G, 35, 43, 44, 45, 101B, 900, 914, 935 1050, 1053, 1369, 1370, 1372, 1373, 1374, 1375, 1376, 1377, 1380, 1381, 1383, 1384, 1410, 1411 3700, 3701, 3702, 3703, 3704, 3705, 3706, 3707, 3708, 3709, 3710, 3711, 3712, 3714, 3715, 3716, 3717, 3718, 3719, 3720, 3721, 3722, 3723, 3724, 3726, 3727, 3728, 3729, 3730, 3731, 3733, 3734, 3735, 3736, 3737, 3738, 3739, 3740, 3741, 3742, 3743, 3744, 3745, 3746, 3747, 3748, 3749, 3750, 3751, 3752, 3753, 3754, 3755, 3757, 3760, 3761, 3764, 3765, 3766, 3767, 3770, 3772, 3773, 3774, 3775, 3777, 4019 |
| 1 | Miskolc, Leventevezér utca                      | 1.2 km  | 3, 12, 12G, 14, 14G, 20, 36, 54, 914 3700, 3701, 3702, 3703, 3704, 3705, 3707, 3714, 3754, 3757, 3760, 3761, 3763, 3764, 3765, 3770, 3772, 3773, 3774, 3775, 3777 |
| 2 | Miskolc, megyei kórház                          | 1.9 km  | 3, 3A, 12, 12G, 14, 14G, 20, 24, 36, 54, 914 1369, 1384, 1410, 1411 3700, 3701, 3702, 3703, 3704, 3705, 3707, 3708, 3709, 3711, 3714, 3754, 3757, 3760, 3761, 3763, 3764, 3765, 3766, 3767, 3769, 3770, 3772, 3773, 3774, 3775, 3777 |
| 3 | Miskolc, repülőtér bejárati út                  | 2.8 km  | 3, 3A, 8, 12, 12G, 14, 14G, 20, 24, 36, 54, 240, 914 1369, 1384, 1410, 1411 3700, 3701, 3702, 3703, 3704, 3705, 3707, 3708, 3709, 3711, 3714, 3754, 3757, 3760, 3761, 3763, 3764, 3765, 3766, 3767, 3769, 3770, 3772, 3773, 3774, 3775, 3777 |
| 4 | Miskolc, Stromfeld laktanya                     | 3.9 km  | 1369, 1384, 1410, 1411 3700, 3701, 3702, 3703, 3704, 3705, 3707, 3708, 3709, 3711, 3714, 3754, 3757, 3760, 3761, 3763, 3764, 3765, 3766, 3767, 3769, 3770, 3772, 3773, 3774, 3775, 3777 |
| 5 | Szirmabesenyői elágazás                         | 5.0 km  | 3700, 3701, 3702, 3703, 3704, 3705, 3707, 3708, 3709, 3711, 3714, 3754, 3757, 3760, 3761, 3763, 3764, 3765, 3770, 3772, 3773, 3774, 3775, 3777, 3797 |
| 6 | Sajókeresztúr, ipari park bejárati út           | 6.9 km  | 3703, 3704, 3707, 3708, 3709, 3711, 3754, 3757, 3760, 3761, 3763, 3764, 3765, 3770, 3772, 3773, 3774, 3775, 3797 |
| 7 | Sajókeresztúri elágazás                         | 7.8 km  | 3703, 3707, 3754, 3757, 3760, 3761, 3763, 3764, 3765, 3770, 3772, 3773, 3775, 3797 |
| Tanítási napokon 2 járat érinti.                                                                         |                                                 |         | |
| ∫ | Sajókeresztúr, lakótelep vonalközi végállomás   | ∫       | 3757, 3777, 3797 |
| Tanítási napokon 1 járat érinti.                                                                         |                                                 |         | |
| ∫ | Sajókeresztúr, posta                            | ∫       | 3702, 3757, 3777 |
| ∫ | Sajókeresztúr, lakótelep vonalközi végállomás   | ∫       | 3757, 3777, 3797 |
| 7 | Sajókeresztúri elágazás                         | 7.8 km  | 3703, 3707, 3754, 3757, 3760, 3761, 3763, 3764, 3765, 3770, 3772, 3773, 3775, 3797 |
| 8 | Sajóbábonyi elágazás                            | 9.4 km  | 3703, 3704, 3707, 3708, 3709, 3711, 3754, 3757, 3760, 3761, 3763, 3764, 3765, 3770, 3772, 3773, 3774, 3775, 3777, 3793, 3795, 3797 |
| 9 | Sajóecseg vasútállomás, bejárati út             | 10.2 km | 3703, 3772, 3777, 3795, 3797 személyvonat – Sajóecseg (92, 94) |
| 10 | Sajóecseg, községháza                           | 11.1 km | 3703, 3772, 3777, 3795, 3797 |
| 11 | Sajóecseg, vízmű                                | 11.7 km | 3703, 3772, 3777, 3795 |
| 12 | Boldva, vízmű                                   | 13.6 km | 3703, 3772, 3777, 3795 |
| 13 | Boldva, templom (↓) Boldva, iskola (↑)          | 14.2 km | 3703, 3705, 3772, 3777, 3795, 3798 |
| 14 | Boldva, községháza vonalközi végállomás         | 14.8 km | 3703, 3772, 3795, 3798 |
| 15 | Boldva vasúti megállóhely, bejárati út          | 15.3 km | 3703, 3772, 3795, 3798 személyvonat – Boldva (94) |
| 16 | Boldva, kővágó                                  | 16.0 km | 3703, 3772, 3795, 3798 |
| 17 | Zilizi elágazás                                 | 18.1 km | 3703, 3772, 3795, 3798, 4044 |
| Tanítási napokon 19; tanszünetben munkanapokon 15; szabadnapokon 6; munkaszüneti napokon 5 járat érinti. |                                                 |         | |
| ∫ | Ziliz, bolt                                     | ∫       | 3772, 3795, 3798, 4044 |
| ∫ | Ziliz, Kossuth utca 78.                         | ∫       | 3772, 3795, 3798, 4044 |
| Tanítási napokon 16; tanszünetben munkanapokon 12; szabadnapokon 3; munkaszüneti napokon 2 járat érinti. |                                                 |         | |
| ∫ | Kökényesvölgy                                   | ∫       | 3772, 3795, 3798, 4044 |
| ∫ | Nyomár bejárati út                              | ∫       | 3772, 3795, 3798, 4044 |
| ∫ | Nyomár, Kossuth út 39.                          | ∫       | 3772, 3795, 3798, 4044 |
| ∫ | Hangács, orvosi rendelő                         | ∫       | 3772, 3795, 3798, 4044 |
| ∫ | Hangács, tűzoltószertár vonalközi végállomás    | ∫       | 3772, 3795, 3798, 4044 |
| ∫ | Hangács, orvosi rendelő                         | ∫       | 3772, 3795, 3798, 4044 |
| ∫ | Nyomár, Kossuth út 39.                          | ∫       | 3772, 3795, 3798, 4044 |
| ∫ | Nyomár bejárati út                              | ∫       | 3772, 3795, 3798, 4044 |
| ∫ | Kökényesvölgy                                   | ∫       | 3772, 3795, 3798, 4044 |
| ∫ | Ziliz, Kossuth utca 78.                         | ∫       | 3772, 3795, 3798, 4044 |
| ∫ | Ziliz, bolt                                     | ∫       | 3772, 3795, 3798, 4044 |
| 17 | Zilizi elágazás                                 | 18.1 km | 3703, 3772, 3795, 3798, 4044 |
| 18 | Borsodszirák, Állomás út                        | 19.7 km | 3703, 3772, 3795, 4044 |
| 19 | Borsodszirák, kultúrház vonalközi végállomás    | 20.7 km | 3703, 3772, 3795, 4044 |
| 20 | Borsodszirák, Rákóczi utca 52.                  | 21.2 km | 3703, 3772, 3795, 4044 |
| 21 | Edelény (Finke), mezőgazdasági telep            | 22.4 km | 3703, 3772, 3795, 4044 |
| 22 | Edelény alsó vasúti megállóhely, bejárati út    | 23.0 km | 3703, 3772, 3795, 4041, 4044, 4094 személyvonat – Edelény alsó (94) |
| 23 | Edelény (Finke), bolt                           | 23.7 km | 3703, 3772, 3795, 4041, 4044, 4094 |
| 24 | Edelény, KIG telep                              | 24.4 km | 3703, 3772, 3795, 4041, 4044, 4094 |
| 25 | Edelény, autóbusz-állomás vonalközi végállomás  | 25.2 km | 3703, 3704, 3707, 3708, 3709, 3711, 3713, 3772, 3774, 3775, 3793, 3795, 4040, 4041, 4043, 4044, 4092, 4093, 4094 |
| 26 | Edelény, Borsodi utca 70.                       | 26.1 km | 3703, 3704, 3707, 3708, 3709, 3775, 3793, 3795, 4040, 4041, 4043, 4092, 4093, 4094 |
| 27 | Edelény, Borsodi iskola                         | 27.0 km | 3703, 3704, 3707, 3708, 3709, 3775, 3793, 3795, 4041, 4043, 4092, 4093, 4094 |
| 28 | Balajti elágazás                                | 28.6 km | 3795, 4043, 4092 |
| 29 | Istenhegyi dűlő                                 | 29.3 km | 3795, 4043, 4092 |
| 30 | Balajt, faluvég                                 | 30.5 km | 3795, 4043, 4092 |
| 31 | Balajt, autóbusz-váróterem vonalközi végállomás | 31.0 km | 3795, 4043, 4092 |